# Grand Prix Formule 1 van Turkije 2008
De Grand Prix Formule 1 van Turkije 2008 werd gereden op 11 mei 2008. Het was de vijfde race in het kampioenschap. Braziliaans Ferrari rijder Felipe Massa won de race nadat hij vanaf poleposition was vertrokken. Lewis Hamilton werd tweede en Massa's teamgenoot Kimi Räikkönen eindigde op de derde plaats.

## Kwalificatie
| Positie | Nummer | Naam                 | Team                | Q1       | Q2       | Q3       | Grid |
| ------- | ------ | -------------------- | ------------------- | -------- | -------- | -------- | ---- |
| 1       | 2      | Felipe Massa         | Ferrari             | 1:25.994 | 1:26.192 | 1:27.617 | 1    |
| 2       | 23     | Heikki Kovalainen    | McLaren-Mercedes    | 1:26.736 | 1:26.290 | 1:27.808 | 2    |
| 3       | 22     | Lewis Hamilton       | McLaren-Mercedes    | 1:26.192 | 1:26.477 | 1:27.923 | 3    |
| 4       | 1      | Kimi Räikkönen       | Ferrari             | 1:26.457 | 1:26.050 | 1:27.936 | 4    |
| 5       | 4      | Robert Kubica        | BMW Sauber          | 1:26.761 | 1:26.129 | 1:28.390 | 5    |
| 6       | 10     | Mark Webber          | Red Bull-Renault    | 1:26.773 | 1:26.466 | 1:28.417 | 6    |
| 7       | 5      | Fernando Alonso      | Renault             | 1:26.836 | 1:26.522 | 1:28.422 | 7    |
| 8       | 11     | Jarno Trulli         | Toyota              | 1:26.695 | 1:26.822 | 1:28.836 | 8    |
| 9       | 3      | Nick Heidfeld        | BMW Sauber          | 1:27.107 | 1:27.607 | 1:28.882 | 9    |
| 10      | 9      | David Coulthard      | Red Bull-Renault    | 1:26.939 | 1:26.520 | 1:29.959 | 10   |
| 11      | 7      | Nico Rosberg         | Williams-Toyota     | 1:27.367 | 1:27.012 |          | 11   |
| 12      | 17     | Rubens Barrichello   | Honda               | 1:27.355 | 1:27.219 |          | 12   |
| 13      | 16     | Jenson Button        | Honda               | 1:27.428 | 1:27.298 |          | 13   |
| 14      | 15     | Sebastian Vettel     | Toro Rosso-Ferrari  | 1:27.442 | 1:27.412 |          | 14   |
| 15      | 12     | Timo Glock           | Toyota              | 1:26.614 | 1:27.806 |          | 15   |
| 16      | 8      | Kazuki Nakajima      | Williams-Toyota     | 1:27.547 |          |          | 16   |
| 17      | 6      | Nelson Piquet jr.    | Renault             | 1:27.568 |          |          | 17   |
| 18      | 14     | Sébastien Bourdais   | Toro Rosso-Ferrari  | 1:27.621 |          |          | 18   |
| 19      | 21     | Giancarlo Fisichella | Force India-Ferrari | 1:27.807 |          |          | 20   |
| 20      | 20     | Adrian Sutil         | Force India-Ferrari | 1:28.325 |          |          | 19   |

## Race
| Positie | Nummer | Coureur              | Team                | Rondes | Tijd/Oorzaak uitval | Startplaats | Punten |
| ------- | ------ | -------------------- | ------------------- | ------ | ------------------- | ----------- | ------ |
| 1       | 2      | Felipe Massa         | Ferrari             | 58     | 1:26:49.451         | 1           | 10     |
| 2       | 22     | Lewis Hamilton       | McLaren-Mercedes    | 58     | +3.779              | 3           | 8      |
| 3       | 1      | Kimi Räikkönen       | Ferrari             | 58     | +4.271              | 4           | 6      |
| 4       | 4      | Robert Kubica        | BMW Sauber          | 58     | +21.945             | 5           | 5      |
| 5       | 3      | Nick Heidfeld        | BMW Sauber          | 58     | +38.741             | 9           | 4      |
| 6       | 5      | Fernando Alonso      | Renault             | 58     | +53.724             | 7           | 3      |
| 7       | 10     | Mark Webber          | Red Bull-Renault    | 58     | +1:04.229           | 6           | 2      |
| 8       | 7      | Nico Rosberg         | Williams-Toyota     | 58     | +1:11.406           | 11          | 1      |
| 9       | 9      | David Coulthard      | Red Bull-Renault    | 58     | +1:15.270           | 10          |        |
| 10      | 11     | Jarno Trulli         | Toyota              | 58     | +1:16.344           | 8           |        |
| 11      | 16     | Jenson Button        | Honda               | 57     | +1 ronde            | 13          |        |
| 12      | 23     | Heikki Kovalainen    | McLaren-Mercedes    | 57     | +1 ronde            | 2           |        |
| 13      | 12     | Timo Glock           | Toyota              | 57     | +1 ronde            | 15          |        |
| 14      | 17     | Rubens Barrichello   | Honda               | 57     | +1 ronde            | 12          |        |
| 15      | 6      | Nelson Piquet jr.    | Renault             | 57     | +1 ronde            | 17          |        |
| 16      | 20     | Adrian Sutil         | Force India-Ferrari | 57     | +1 ronde            | 19          |        |
| 17      | 15     | Sebastian Vettel     | Toro Rosso-Ferrari  | 57     | +1 ronde            | 14          |        |
| Ret     | 14     | Sébastien Bourdais   | Toro Rosso-Ferrari  | 24     | Mechanisch          | 18          |        |
| Ret     | 8      | Kazuki Nakajima      | Williams-Toyota     | 1      | Aanrijding          | 16          |        |
| Ret     | 21     | Giancarlo Fisichella | Force India-Ferrari | 0      | Aanrijding          | 20          |        |

## Noot
- Felipe Massa breidde zijn record uit door de Grote Prijs van Turkije voor de derde keer te winnen (eerdere overwinningen in 2006 en 2007).

2005 · 2006 · 2007 · 2008 · 2009 · 2010 · 2011 · 2020 · 2021